# Грінберг Володимир Григорович
Володимир Григорович Грінберг (нар. 1935) — український футбольний арбітр.
10 травня 1964 року розпочав арбітраж поєдинків чемпіонату СРСР серед команд першої групи класу «А». Разом з Олександром Мугурдумовим та Ігорем Качаром обслуговував матч між бакинським «Нафтовиком» і «Крилами Рад» з Куйбишева. З 18 грудня 1972 року — суддя всесоюзної категорії.
Останній матч провів 15 жовтня 1984 року. У Ленінграді місцевий «Зеніт» здобув перемогу з великим рахунком над московським ЦСКА. До складу суддівської бригади у тому матчі також входили Мирослав Ступар і Михайло Кусень. Всього у вищій лізі чемпіонату СРСР провів 87 ігор.